# Oasis Bi
Oasis Bi, född 12 februari 2008 i Italien, är en italiensk varmblodig travhäst. Han inledde karriären hos tränare Per Engblom, men flyttades i december 2011 till tränare Stefan P. Pettersson, där han stannade karriären ut. Han kördes av olika kuskar, oftast Björn Goop eller Johnny Takter.
Oasis Bi tävlade åren 2010–2018 och sprang in 17,9 miljoner kronor på 83 starter varav 18 segrar, 18 andraplatser och 11 tredjeplatser. Han tog karriärens största seger i Gran Premio Lotteria (2016). Bland andra stora segrar räknas Klosterskogen Grand Prix (2014, 2015, 2017) och Prix Jean-René Gougeon (2014).
Han kom även på andraplats i stora lopp som Eskilstuna Fyraåringstest (2012), Finlandialoppet (2014), Sundsvall Open Trot (2014), Olympiatravet (2015), Kymi Grand Prix (2015), Grand Critérium de Vitesse (2016), UET Trotting Masters (2016), International Trot (2016) och Norrbottens Stora Pris (2017). Han tog även tredjeplatser i Jämtlands Stora Pris (2014), Hugo Åbergs Memorial (2014, 2015), UET Trotting Masters (2015), Prix de Belgique (2016), Prix d'Amérique (2016), Olympiatravet (2017) och International Trot (2017).
Han är helbror med Robert Bi.

## Karriär
Oasis Bi inledde karriären hos unghästtränaren Per Engblom, som tränade honom åren 2009–2011. Karriärens första start gjorde Oasis Bi på Bollnästravet den 30 augusti 2010 i ett lopp som han vann, tillsammans med kusken Örjan Kihlström. Inför säsongen 2012 flyttades han till tränare Stefan P. Pettersson, verksam vid Mantorpstravet.
Oasis Bi hade sin främsta säsong 2016, då han sprang in nästan sju miljoner kronor på 12 starter och var en av årets vinstrikaste travhästar i världen. Han kördes av Johnny Takter under större delen av året, och största segern kom i maj 2016 då de segrade i Italiens största travlopp Gran Premio Lotteria. Under året deltog han även i både Prix d'Amérique och Elitloppet, världens två största travlopp. Prix d'Amérique gick av stapeln den 31 januari på Vincennesbanan i Paris. Han kom på tredjeplats, enbart slagen av de två franska stjärnorna Bold Eagle och Timoko. Elitloppet gick av stapeln den 29 maj. Han kom på fjärdeplats i försöksloppet, och kvalificerade sig därmed för final där han kom på femteplats efter vinnande Nuncio.

### Slutet på tävlingskarriären
Han gjorde karriärens sista start den 1 oktober 2018 i HallandsMästaren, där han slutade oplacerad. Beskedet att han slutar tävla kom drygt en månad senare. Han återvände till hemlandet Italien för att vara verksam som avelshingst.